# Trimezia martinicensis
Trimezia martinicensis är en irisväxtart som först beskrevs av Nikolaus Joseph von Jacquin, och fick sitt nu gällande namn av Herb.. Trimezia martinicensis ingår i släktet Trimezia och familjen irisväxter. Inga underarter finns listade i Catalogue of Life.

## Bildgalleri

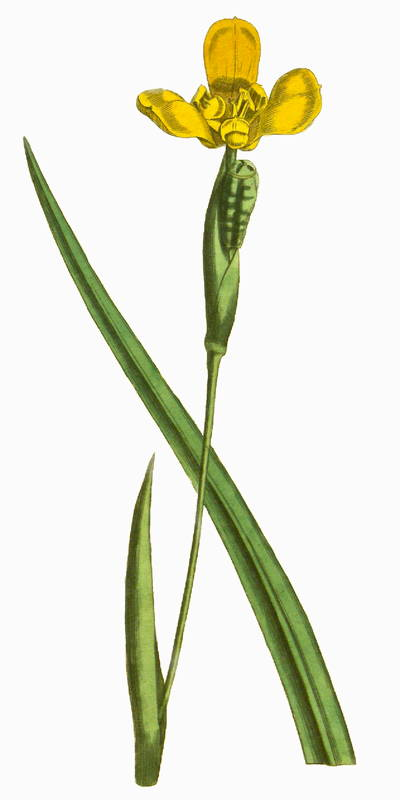
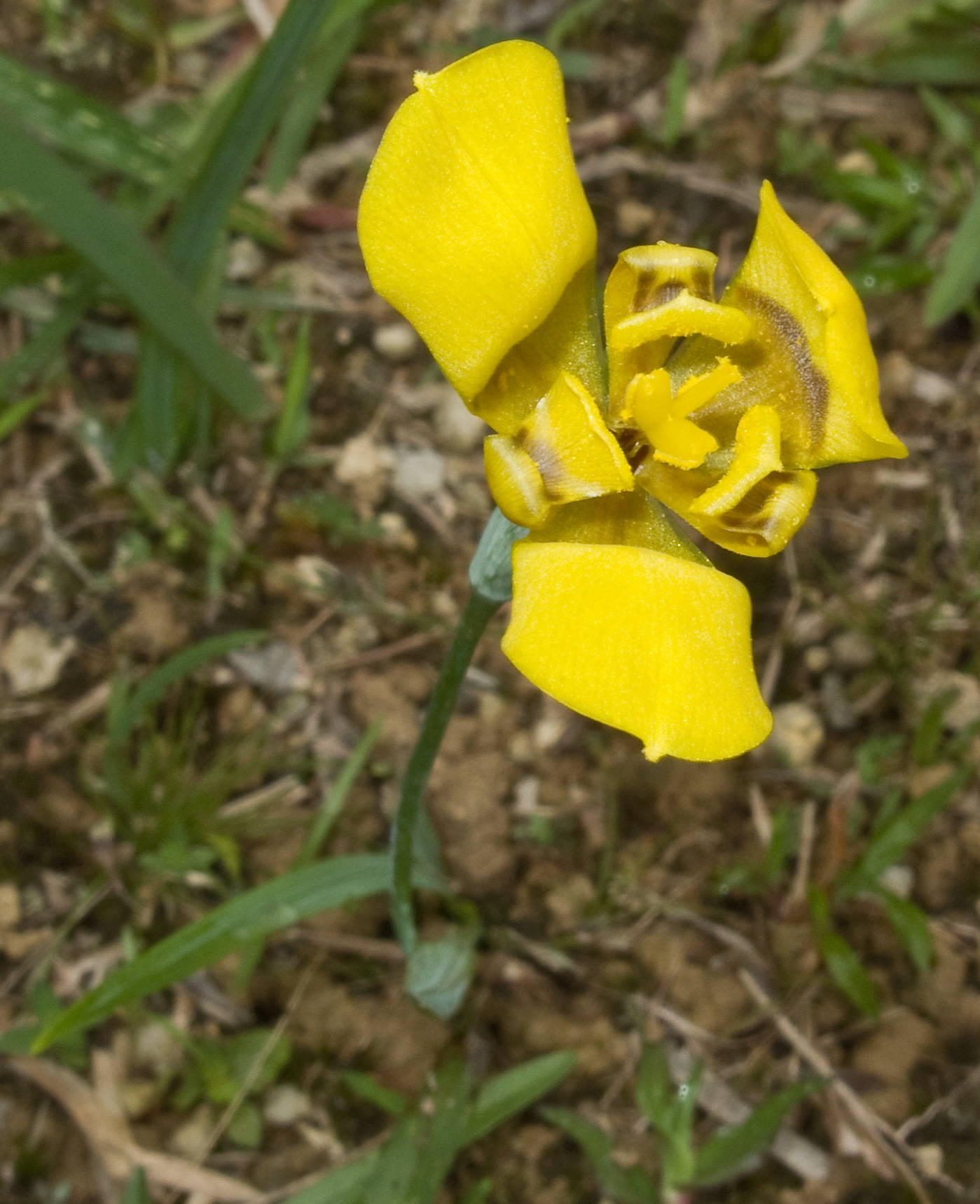